# يوهان تافاريس
يوهان تافاريس (2 مارس 1988 بتور في فرنسا - ) (بالفرنسية: Yohan Tavares)‏ هو لاعب كرة قدم فرنسي في مركز الدفاع. شارك مع منتخب البرتغال تحت 21 سنة لكرة القدم ومنتخب البرتغال تحت 23 سنة لكرة القدم. أما مع النوادي، فقد لعب مع إشتوريل برايا وستاندارد لييج وكييفو فيرونا ونادي بيرا مار وA.A. Avanca ‏.

## وصلات خارجية
- يوهان تافاريس على موقع الاتحاد الأوربي (الإنجليزية)
- يوهان تافاريس على موقع قاعدة بيانات كرة القدم.إي يو (الإنجليزية)
- يوهان تافاريس على موقع ليكيب (الفرنسية)
- يوهان تافاريس على موقع Soccerway.com (الإنجليزية)
- يوهان تافاريس على موقع عالم كرة القدم.نت (الإنجليزية)
- يوهان تافاريس على موقع GSA (الإنجليزية)